# Liste du vocabulaire technique pour les formes d'une pièce
La liste de vocabulaire pour les formes d'une pièce permet de décrire avec précision les formes d'une pièce.
- Alésage
- Arbre
- Arrondi
- Biseau
- Bossage
- Boutonnière : trou oblong.
- Chambrage
- Chanfrein
- Collet : partie saillante d'une pièce[1], souvent de forme circulaire, destinée à former arrêt à un mouvement (sur une vis, un tuyau, etc.)
- Collerette
- Cylindre
- Congé
- Décrochement
- Dégagement
- Dent
- Dépouille, contre-dépouille, angle de dépouille : formes facilitant ou non un démoulage
- Embase
- Embrèvement
- Encoche : petite entaille
- Entaille : partie d'une pièce enlevée par usinage
- Épaulement
- Ergot
- Évidement
- Extrados
- Fente
- Fraisure
- Gorge
- Goutte de suif : sur une pièce cylindrique, extrémité arrondi (calotte sphérique) éventuellement raccordée par un arrondi (portion de tore).
- Lamage
- Languette
- Locating (mot anglais) : pièce positionnant une autre pièce.

- Lumière : petit orifice sur une pièce[2].
- Macaron : cylindre, dont le diamètre est beaucoup plus grand que la hauteur, qui assure (en général) le centrage.
- Méplat
- Mortaise
- Nervure
- Patte
- Profilé
- Queue d'aronde
- Rainure
- Saignée : entaille profonde de faible épaisseur.
- Saillie : partie qui dépasse d'une surface.
- Semelle de fondation
- Tenon : saillie destinée à se loger dans une rainure ou une mortaise.
- Téton : petite saillie de forme cylindrique.
- Trou oblong : lumière oblongue, parfois appelée boutonnière.